# خشک‌آباد (میناب)
خشک‌آباد، روستایی در دهستان بندزرک بخش بندزرک شهرستان میناب در استان هرمزگان ایران است.

## جمعیت
بر پایه سرشماری عمومی نفوس و مسکن در سال ۱۳۹۵، جمعیت این روستا برابر با ۱۸۸ نفر (۴۶ خانوار) بوده‌است.